# موريس طيب
موريس طيب (بالفرنسية: Maurice Taieb)‏ (و. 1935  م) هو عالم إنسان، وإحاثي، وجيولوجي، وباحث، وعالم مستحاثات البشر فرنسي، ولد في تونس.

## مناصب
تولى منصب مدير الأبحاث في المركز الوطني الفرنسي للبحث العلمي ‏
.

## التعليم
تعلم في جامعة بيير وماري كوري، وتحصل منها على شهادة الدكتوراه الوطنية
.